# Nanotechnology (tạp chí)
Nanotechnology, nghĩa chữ là "Công nghệ nano", là một tạp chí khoa học có bình duyệt do IOP Publishing xuất bản. Tạp chí bao gồm nghiên cứu trong tất cả các lĩnh vực của công nghệ nano. Từ năm 2009, Tổng biên tập là Mark Reed từ Đại học Yale, Hoa Kỳ .

## Chỉ số ảnh hưởng
Theo Journal Citation Reports (Báo cáo trích dẫn tạp chí), tạp chí có chỉ số ảnh hưởng năm 2017 là 3.404 .
Tạp chí được lập chỉ mục trong các cơ sở dữ liệu thư mục sau: 
- Chemical Abstracts
- Compendex
- Inspec
- Web of Science
- PubMed
- Scopus
- Astrophysics Data System
- Aerospace & High Technology
- EMBASE
- Environmental Science and Pollution Management
- International Nuclear Information System
- IPA
- Ref Zh